# Banksia plagiocarpa
Banksia plagiocarpa thường được gọi là Dallachy's banksia hay blue banksia là một loài cây bụi hay cây thân gỗ thuộc chi Banksia trong họ Quắn hoa. Loài này được A.S.George miêu tả khoa học đầu tiên năm 1981.